# John B. Biggs
John Burville Biggs (Hobart, Australia, 25 de octubre de 1934) es un escritor australiano procedente de Tasmania, famoso por sus contribuciones a la innovación de la docencia universitaria. Su producción literaria comprende artículos y libros académicos, así como varias novelas y relatos cortos, muchos de ellos relacionados con la experiencia que ha adquirido a lo largo de sus viajes a través del contacto con otras culturas. Tal y como él mismo se define en su página personal, bien podría decirse que su actividad puede sintetizarse en tres pilares: su vida como escritor, como profesor universitario y como viajero.

## Biografía
Tan pronto como terminó sus estudios de Psicología en la Universidad de Tasmania (1957), Biggs emigró a Inglaterra para comenzar sus estudios de posgrado en la escuela de enseñanza de Luton. Después llevó a cabo una investigación sobre métodos de enseñanza en relación con la aritmética en la Fundación Nacional para la Investigación Educativa, sita en Londres.
En esta última ciudad se inscribió en la Universidad de Londres y empezó su tesis docotoral en 1963, perteneciendo al Birkbeck College: fue allí donde empezó su interés por la vida académica. Dentro de sus intereses destacaba el poder establecer algún tipo de relación entre la teoría psicológica y la práctica educativa.
Comenzó trabajando en el campo de la psicología en la Universidad de Nueva Inglaterra, más conocida por sus siglas inglesas (UNE), en Australia para posteriormente trabajar en el ámbito de la educación en distintos lugares de Australia (Monash y Newcastle) para terminar trabajando en la Universidad de Hong Kong. En la actualidad se encuentra retirado.
Tras su retiro se dedicó principalmente a su faceta como escritor de ficción pero, sin embargo, también siguió dedicándose a sus últimos trabajos como académico para profundizar en el concepto del alineamiento constructivo junto con su compañera y esposa, Catherine Tang.
Su hijo, Zoltan Dienes, parece seguir sus pasos pues trabaja como profesor de psicología en la Universidad de Sussex.

## Aportes
En relación con su faceta como académico, John Biggs es conocido por desarrollar la taxonomía SOLO (Structure of Observed Learning Outcomes) que nos recuerda la importancia de prestar atención a los resultados observables del aprendizaje. Dicha taxonomía se divide en cinco niveles cualitativamente diferenciables:
- Pre-estructural: las respuestas que proporcionan los alumnos ante una determinada tarea son erróneas o inexistentes.
- Uni-estructural: el resultado del alumno, pese a poder ser cierto, solo se centra en un determinado aspecto que, por otro lado, no tiene por qué ser relevante.
- Multi-estructural: en este caso el alumno es capaz de enumerar una serie de aspectos correctos, pero no va más allá.
- Relacional: el alumno no solo identifica varios aspectos correctos sino que también es capaz de relacionarlos entre sí.
- Abstracto ampliado: es el nivel más complejo, en él, el alumno cumple con los anteriores criterios y, además, es capaz de ir más allá de lo preguntado para poder relacionarlo con otros sistemas ajenos a la tarea en sí pero que, de algún modo, enriquecen la respuesta.

Por otro lado, también se le atribuye la creación del término alineamiento constructivo. Este último pone de relieve la importancia de relacionar las intenciones del profesor, la tarea de los alumnos y los instrumentos de evaluación. A través de esta idea podemos observar cómo la intención del profesor (educar) no tiene por qué corresponder con la que se esperaría encontrar en el alumnado (aprender), así, no nos debería extrañar que muchos de los alumnos estén más preocupados por aprobar la asignatura que por aprender las competencias planificadas.
La taxonomía SOLO y el alineamiento constructivo recuerdan cómo lo verdaderamente importante en relación con todo proceso de enseñanza-aprendizaje no es lo bien o mal que un profesor pueda llegar a enseñar, sino la tarea que un estudiante realice. Tarea que, por otro lado, estará influenciada por sus intereses y motivaciones.
En ambos conceptos se presta especial atención al uso de verbos; no requiere la misma implicación el simple hecho de evocar algo que hemos memorizado que establecer algún tipo de relación entre conceptos o, atendiendo al más complejo de los niveles expuestos: abstracto ampliado, que el alumno presente sus propias teorías
Todo ello sirve a Biggs para exponer su modelo de enseñanza-aprendizaje, denominado modelo 3P, en el que se justifica cómo se produce el aprendizaje.
En este modelo Biggs defiende que existen tres momentos que influyen tanto en el producto como en el proceso de todo acto educativo: el antes, el presente y el después. A estos tres momentos los denomina, respectivamente: Presagio, Proceso y Producto, de ahí la denominación 3P.